# Grabowo (Janowo)
Grabowo (deutsch Groß Grabowen, 1938 bis 1945 Großeppingen) ist ein kleines Dorf in der polnischen Woiwodschaft Ermland-Masuren und gehört zur Landgemeinde Janowo im Powiat Nidzicki (Kreis Neidenburg).

## Geographische Lage
Grabowo liegt in der südwestlichen Mitte der Woiwodschaft Ermland-Masuren, elf Kilometer östlich der Kreisstadt Nidzica (deutsch Neidenburg).

## Geschichte
Grabowo, nach 1820 Groß Grabowen, wurde vor 1498 gegründet. Zwischen 1874 und 1945 war das Dorf in den Amtsbezirk Muschaken (polnisch Muszaki) im ostpreußischen Kreis Neidenburg eingegliedert.
Im Jahre 1910 waren in Groß Grabowen 142 Einwohner gemeldet, im Jahre 1933 waren es 154.
Am 3. Juni – amtlich bestätigt am 16. Juli – 1938 wurde Groß Grabowen aus politisch-ideologischen Gründen der Abwehr fremdländisch klingender Ortsnamen in „Großeppingen“ umbenannt. Die Einwohnerzahl belief sich 1939 auf 165.
Als 1945 in Kriegsfolge das gesamte südliche Ostpreußen an Polen überstellt wurde, war auch Großeppingen davon betroffen. Das Dorf erhielt die polnische Namensform „Grabowo“ und ist heute eine Ortschaft innerhalb der Landgemeinde Janowo im Powiat Nidzicki (Kreis Neidenburg), bis 1998 der Woiwodschaft Olsztyn, seither der Woiwodschaft Ermland-Masuren zugehörig. Im Jahre 2011 zählte Grabowo 50 Einwohner.

## Kirche
Groß Grabowen resp. Großeppingen war bis 1945 in die evangelische Kirche Muschaken (polnisch Muszaki) in der Kirchenprovinz Ostpreußen der Kirche der Altpreußischen Union, außerdem in die römisch-katholische Kirche Neidenburg (polnisch Nidzica) im Bistum Ermland eingepfarrt. Heute gehört Grabowo katholischerseits zu Muszaki im Erzbistum Ermland, evangelischerseits zur Pfarrei Nidzica in der Diözese Masuren der Evangelisch-Augsburgischen Kirche in Polen.

## Verkehr
Grabowo liegt südlich der verkehrsreichen Woiwodschaftsstraße 604 und ist von dort über den Abzweig in Muszaki direkt zu erreichen. Muszaki ist außerdem die nächste Bahnstation an der – derzeit allerdings nicht befahrenen – Bahnstrecke Nidzica–Wielbark.